# John Farey
John Farey starší (* 1766, Woburn, hrabství Bedfordshire – 6. ledna 1826, Londýn) byl anglický geolog a spisovatel. Dnes je ovšem známý především podle Fareyových posloupností, matematického konceptu, který je po něm pojmenován.

## Život
John Farey se narodil ve Woburnu v hrabství Bedfordshire a studoval v Halifaxu v hrabství Yorkshire. Projevoval nadání v matematice a v kreslení, takže si ho povšiml John Smeaton (1724-1792). Po ukončení studia se přesunul do Londýna, kde měl příbuzné, a pracoval zde mnoho let. Během nich se seznámil se svou budoucí ženou Sophií Hubertovou (1770-1830). Později se vzali a v Londýně se jim narodilo jejich první dítě, John Farey mladší. Později měli ještě osm dalších dětí, ale dospělosti se jich dožilo jen šest.
V Londýně také Farey zemřel. Po jeho smrti jeho vdova nabídla jeho geologickou sbírku Britskému muzeu, ale to ji odmítlo, byla tedy rozebrána.

## Woburn a Londýn
V roce 1792 se Farey stal zaměstnancem Francise, pátého vévody z Bedfordu, a staral se o jeho statky ve Woburnu. Po smrti vévody v roce 1802 se Farey opět vrátil do Londýna a zvažoval život na venkově, nebo i emigraci. Nakonec se v Londýně usadil a stal se zde konzultantem v oboru zeměměřičství a geologie. To pro něj bylo možné díky známosti s Williamem Smithem, který byl v roce 1801 zaměstnán u vévody z Bedfordu a pracoval na melioracích a zavlažování. Vévoda si byl vědom, že Smith rozumí podloží a pověřil jej v roce 1802 prozkoumáním okraje křídových kopců na jih od Woburnu, aby se dozvěděl podrobnosti o pořadí zdejších vrstev. Součástí zadání bylo vzít sebou Fareya. Farey o této době poznamenal, že Smith byl skutečným Mistrem a Učitelem v oblasti průzkumu hornin – a ve svých pracích poté ukázal, že se od svého učitele naučil mnohé.
V roce 1805 se stal nástupcem Arthura Younga ve funkci sekretáře Smithfield Clubu. V rámci své práce cestoval po celém kraji a o jeho služby měli zájem mnozí vlastníci půdy, kteří doufali v zisk z hornin na svých pozemcích. Důležitou částí jeho práce byla ložisková geologie: Odhalením nových nalezišť uhlí i nových nalezišť železných rud se podílel na rychlém průběhu průmyslové revoluce.

## Psaní
Farey byl plodným autorem a napsal nejméně 270 článků. Psal o všem možném, o geologii, meteorologii, metrologii, hudbě, matematice i pacifismu.
Byl jedním z důležitých přispěvatelů Nové Cyclopædie, kam psal články o mineralogii, kanálech nebo zvuku. Podle některých zdrojů napsal i článek o páře, ale to je omyl – ten byl ve skutečnosti napsán jeho synem.
V roce 1809 se Farey potkal s Williamem Martinem, který už dříve publikoval práci o zkamenělinách v hrabství Derbyshire. Plánovali spolu vytvořit geologickou mapu hrabství, ale Martin byl nemocný a než se mohli sejít podruhé, zemřel.
Fareyovo nejslavnější dílo je General View of the Agriculture and Minerals of Derbyshire (Všeobecný pohled na zemědělství a minerály hrabství Derby), které vyšlo ve třech svazcích v letech 1811-1817. Popisuje vrchní vrstvy britského podloží, zejména toho v Derbyshire. V tomto díle Farey opět upozorňuje na výsledky průzkumů svého učitele Williama Smithe.
Asi nejznámějším Fareyových výsledkem, přinejmenším mimo geologii, bylo vymyšlení Fareových posloupností. K němu došlo, když zkoumal matematickou podstatu zvuku.